# Décabromodiphényléther
Le décabromodiphényléther, aussi appelé DecaBDE, est un composé organique de la famille des polybromodiphényléthers utilisé comme agent ignifuge bromé.

## Usages
Il est utilisé comme additif retardateur de flamme pour les textiles, les thermoplastiques et les adhésifs.
En 2011, le décabromodiphényléther domine le marché des polybromodiphényléthers.